# Gorišče
Glej tudi: Gorišče (razločitev)
Goríšče (tudi žaríšče ali fókus) je v geometriji točka, ki določa stožnico. Poznamo štiri vrste stožnic:
- Elipsa ima dve gorišči: vsota oddaljenosti od obeh gorišč je enaka za vse točke na elipsi.
- Hiperbola ima dve gorišči: razlika oddaljenosti od obeh gorišč je po absolutni vrednosti enaka za vse točke na hiperboli.
- Parabola ima eno samo gorišče: poljubna točka na paraboli je od gorišča enako oddaljena kot od premice vodnice.
- Krožnica ima gorišče v središču: vse točke na krožnici so enako oddaljene od središča.

O goriščih govorimo tudi pri drugih krivuljah, npr. pri lemniskatah.
Ime gorišče je povezano z značilnostmi iz optike. Zrcalo, ki ima obliko ene od naštetih stožnic, namreč (v ustreznih pogojih) zbira svetlobne žarke v gorišču, zato se tam temperatura močno poveča in zbrani žarki lahko vžgejo predmet, ki se nahaja v gorišču. Podoben pojav opazimo tudi pri optičnih steklih – lečah –, zato tudi tam govorimo o gorišču.